# Himmelriket

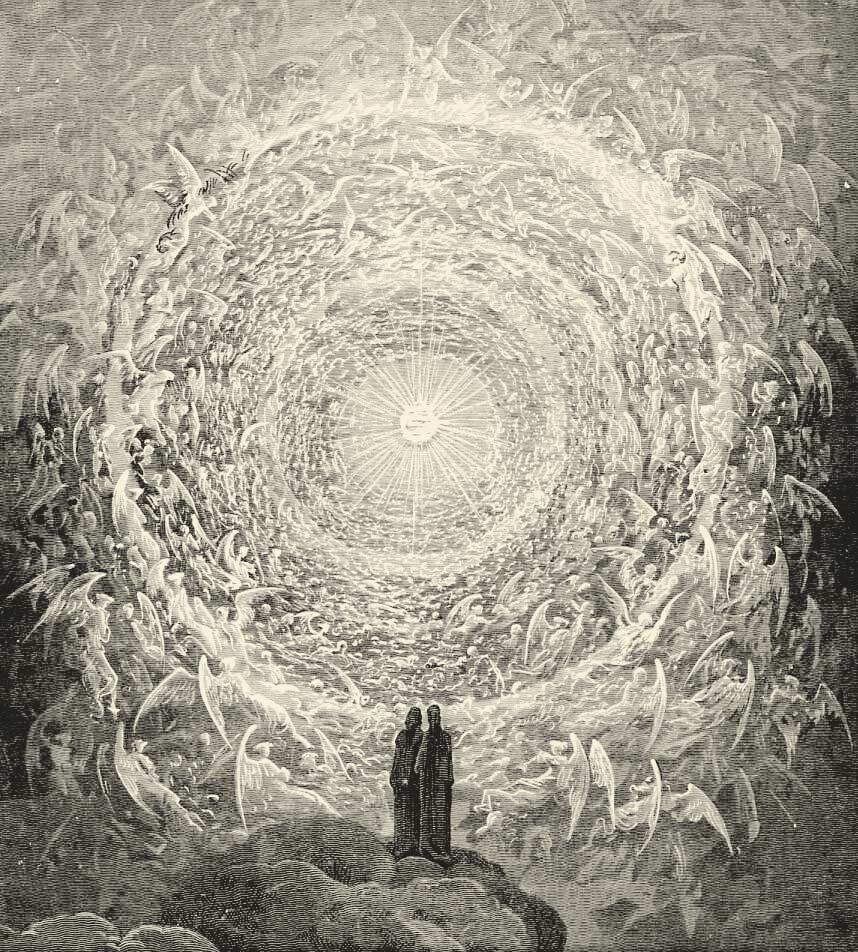
Dante och Beatrice blickar tillsammans upp mot den högsta himlen. Illustration av Gustave Doré ur Den gudomliga komedin.

Himmelriket (grekiska: basileia tôn ouranôn); ett begrepp som används av Jesus vid ett stort antal tillfällen i de synoptiska evangelierna.
Ordet himmel används i den grekiska grundtexten till NT 178 gånger i singularis och 94 gånger i pluralis (vilket också ger begreppet "himlarnas rike" då pluralformen även står i genitiv).
Andra liknande termer är Guds rike (basileia tou theou) eller, som inom det kyrkliga språkbruket, Kristi rike.

## Termens ursprung och betydelse
Av de synoptiska evangelisterna använder Markus och Lukas den grekiska termen basileia tou theou, som översatt till svenska blir "Guds rike", medan Matteus övervägande använder basileia tôn ouranôn, "himlarnas rike".
"Rike" är översättningen av grekiskans basileia, som i sin tur är en översättning av det hebreeiska Malkuth och det arameiska Malkutha. Dessa ord betecknar inte något fysiskt rike med gränser i ordets vanliga bemärkelse.
Det grekiska ordet basileia betyder även "herravälde." Ex.vis Guds herravälde är invärtes i människan. (Luk. 17:21.)
Vad basileia egentligen betyder är något som har diskuterats i århundraden. Eusebius betraktade det som en monarki, medan Augustinus menade att kyrkan och basileia, alltså det jordiska riket, skulle smälta samman. Den store medeltidsläraren Thomas Aquinas tar inte upp frågan. Den behandlas därefter mycket lite fram till 1600- och 1700-talet, då det första sökandet efter "den historiske Jesus" började med Johannes Cocceius och Hermann Samuel Reimarus.
Jesus påpekade att Guds rike inte befinner sig på en bestämd ort (Luk 17:21). Den gängse översättningen av malkuth med basileia och därmed "rike" är därför enligt somliga problematisk. Den engelske teologen C. H. Dodd anser att det vore bättre att översätta det som "kungavälde" eller "herradöme." Rent etymologiskt anses ordet basileia ha kommit från det grekiska ordet för grund eller bas. Vissa teologer föredrar denna etymologiska definition eftersom den undviker associationen med monarkin. Andra vill översätta basileia med "emperium" (till exempel den moderna rörelsen Jesus Seminar), något som av andra anses olämpligt därför att det anspelar på en hierarki. En katolsk teolog, Richard Chilson c.s.p., har föreslagit termen "kärleksvälde", eftersom Guds rike innebär att Gud som är kärlek härskar.

## Guds rike i evangelierna
"Riket" står i centrum för Jesu förkunnelse. Jesus förutsätter att åhörarna är bekanta med Gamla testamentets undervisning om Guds rike, som enligt honom betecknar uppfyllandet av förbundet med Abraham och med David. Jorden skall förnyas och de trogna skall dyrka och tjäna Gud under ledarskap av en rättfärdig kung av Davids ätt. Sådant var det messianska hopp som profeterna hade gett uttryck för och som återspeglas i Johannes döparens, Jesu och apostlarnas ord i Nya testamentet. I Lukas 4:43 sägs det att Jesu själva uppgift var att "förkunna Guds rike." Han sände ut sina lärjungar att tala om detta redan innan de hade förstått något om hans död och uppståndelse (Lukas 9:1-6, Matteus 9:35, 10:7, 16:21-23).
Guds rike beskrivs också som den ort där de rättfärdiga skall leva i redan här och nu. I Matteus 19 sammanställer Jesus uttryck som "evigt liv" och "frälsning" med inträdet i Guds rike när det upprättas på jorden (eller inom den enskilde troende). Vad som är typiskt för detta rike är emellertid att Guds vrede framträder som intimt förenad med ett månande om fattiga, utslagna och av samhället förkastade. Det är enligt behandlingen av och inställningen till dessa som den yttersta domen kommer att ske, när Messias återkommer för att inrätta sitt rike (jfr Matteus 15:21-28 och 20:16).

## Kristna kyrkors uppfattning
Den katolska kyrkans katekes lär ut att det kommande Gudsriket skall bli ett rike av rättvisa, sanning och fred (katekesen, 2046). Guds rike började med Kristi död och uppståndelse och skall spridas vidare av kristna, tills det fullkomnas av Kristus själv vid tidens slut (782, 2816). Det är inte förrän då som Kristi rike (som är samma sak som Guds rike eller himmelriket) skall segra på ett definitivt sätt genom att en gång för alla göra slut på Satans makt (550, 671).
I den evangelikala uppfattningen är riket ett invärtes andligt rike som man träder in i då man föds av anden, och väljer att utföra Guds vilja. I detta rike är de rättfärdiga och det står i direkt motsats till de orättfärdigas rike, djävulens rike.
Evangelikala teologer är överlag överens om att termen "påbörjad eskatologi" täcker den spänning mellan nuet och framtiden som finns i evangeliernas förkunnelse av himlarnas rike, där Jesus låter förstå att riket är nära, men också att det ligger i framtiden (se Markus 1:15). Denna spänning beskrivs med en vidspridd formulering som "redan nu, fast inte än." Jesus anses ha låtit den eskatologiska perioden börja genom sin inkarnation, död, uppståndelse och himmelsfärd. Denna skall fullkomnas och avslutas genom Människosonens återkomst (parousia).
Den österländska kristna läran lägger stor vikt vid att den troende människan befinner sig i väntan på Kristi återkomst alltmedan hon redan är förenad med den uppståndne genom att ha tagit del i hans död genom dopet.
Gemensamt för alla är emellertid övertygelsen om att riket i sin nuvarande form visar sig i den förvandling av sinne och liv som sker hos den troende i (metanoia, omvändelse), då när den enskilde kommer till insikt om sin synd, ångrar den och väljer att göra bättring. De underverk som beskrivs i evangelierna och förkunnelsen av ett nytt hopp för såväl rika som fattiga, starka som svaga, har likaledes för avsikt att visa att Guds rike är i aktiv verksamhet.
Detta rike är av evig natur. Himmelriket har alltid funnits och kommer alltid att finnas. Det är därför som det är människan själv som måste "rycka det till sig", enligt Jesus i Matt. 11:12.

## Guds rike inom judendomen
Inom judendomen förstås Guds rike som återupprättandet av Israel och Guds herradöme över sitt utvalda folk. Gud lovade uttryckligen att det aldrig skulle saknas en ättling till David på Israels tron (1 Konungaboken 9:5). 
Den messianska övertygelsen om att Gud skall upprätta Israel på nytt bör dock särskiljas från nationalistiska strömningar som till stor del ligger bakom den moderna sionismen. En inflytelserik rörelse inom judendomen menar att Gudsriket inte kan upprättas annat än av Messias, som ännu inte har kommit, och att staten Israel alltså inte kan rättfärdiggöras.